# 科弗島
科弗島（英語：Coffer Island），是南極洲的島嶼，位於馬修斯島東面，屬於南奧克尼群島中羅伯森群島的一部分，在1933年由英國研究隊繪入地圖，現時由南極條約體系管理。